# CP Puppis
CP Puppis (auch Nova Puppis 1942) war eine der hellsten und schnellsten Novae des 20. Jahrhunderts. Die erste Entdeckung gelang Bernhard H. Dawson am 9. November 1942 am Observatorium von La Plata. Die ersten Spektrogramme der Nova wurden am 11. November 1942 am Mount-Wilson-Observatorium aufgezeichnet. Sie stieg innerhalb von drei Tagen nach der Entdeckung von unter 17,0 m auf das Maximum V = −0,2 m an. Die Zeit für den Rückgang um 3,0 m (t3) war mit nur 6,5 Tagen eine der kürzesten, die je für eine Nova gemessen wurde.
Der hohe Fluss im Röntgenbereich und dessen starke Modulation mit einer für Novae sehr kurzen Bahnperiode von nur 1,47 Stunden lassen sich am besten durch einen magnetischen Weißen Zwerg mit hoher Masse M > 1,1 M☉ und kleiner Akkretionsrate < 1,6 × 10−10 M☉ pro Jahr erklären. Das System ist somit ein kataklysmischer Veränderlicher (CV) und gehört eventuell der Klasse der DQ-Herculis-Sterne an.